# Världscupen i alpin skidåkning 1981/1982
Världscupen i alpin skidåkning 1981/1982 inleddes den 3 december 1981 i Val d'Isère och avslutades 27 mars 1982 i Montgenèvre. Vinnare av totala världscupen blev Erika Hess och Phil Mahre.

## Tävlingskalender

### Herrar

#### Störtlopp
| Datum            | Ort                                   | Etta                        | Tvåa                              | Trea                          |
| ---------------- | ------------------------------------- | --------------------------- | --------------------------------- | ----------------------------- |
| 6 december 1981  | Val d’Isère (Frankrike)               | Franz Klammer (Österrike)   | Peter Müller (Schweiz)            | Toni Bürgler (Schweiz)        |
| 13 december 1981 | Val Gardena (Italien)                 | Erwin Resch (Österrike)     | Konrad Bartelski (Storbritannien) | Leonhard Stock (Österrike)    |
| 21 december 1981 | Crans-Montana (Schweiz)               | Steve Podborski (Kanada)    | Peter Müller (Schweiz)            | Ken Read (Kanada)             |
| 15 januari 1982  | Kitzbühel (Österrike)                 | Harti Weirather (Österrike) | Steve Podborski (Kanada)          | Ken Read (Kanada)             |
| 16 januari 1982  | Kitzbühel (Österrike)                 | Steve Podborski (Kanada)    | Franz Klammer (Österrike)         | Ken Read (Kanada)             |
| 23 januari 1982  | Wengen (Schweiz)                      | Harti Weirather (Österrike) | Erwin Resch (Österrike)           | Peter Wirnsberger (Österrike) |
| 13 februari 1982 | Garmisch-Partenkirchen (Västtyskland) | Steve Podborski (Kanada)    | Conradin Cathomen (Schweiz)       | Harti Weirather (Österrike)   |
| 27 februari 1982 | Whistler (Kanada)                     | Peter Müller (Schweiz)      | Steve Podborski (Kanada)          | Dave Irwin (Kanada)           |
| 5 mars 1982      | Aspen (USA)                           | Peter Müller (Schweiz)      | Harti Weirather (Österrike)       | Conradin Cathomen (Schweiz)   |
| 6 mars 1982      | Aspen (USA)                           | Peter Müller (Schweiz)      | Todd Brooker (Kanada)             | Helmut Höflehner (Österrike)  |

#### Storslalom
| Datum            | Ort                            | Etta                        | Tvåa                        | Trea                        |
| ---------------- | ------------------------------ | --------------------------- | --------------------------- | --------------------------- |
| 8 december 1981  | Aprica (Italien)               | Joël Gaspoz (Schweiz)       | Phil Mahre (USA)            | Ingemar Stenmark (Sverige)  |
| 15 december 1981 | Cortina d’Ampezzo (Italien)    | Boris Strel (Jugoslavien)   | Phil Mahre (USA)            | Joël Gaspoz (Schweiz)       |
| 9 januari 1982   | Morzine (Frankrike)            | Ingemar Stenmark (Sverige)  | Phil Mahre (USA)            | Marc Girardelli (Luxemburg) |
| 19 januari 1982  | Adelboden (Schweiz)            | Ingemar Stenmark (Sverige)  | Phil Mahre (USA)            | Max Julen (Schweiz)         |
| 9 februari 1982  | Kirchberg in Tirol (Österrike) | Ingemar Stenmark (Sverige)  | Phil Mahre (USA)            | Marc Girardelli (Luxemburg) |
| 28 februari 1982 | Whistler (Kanada)              | Ingemar Stenmark (Sverige)  | Pirmin Zurbriggen (Schweiz) | Steve Mahre (USA)           |
| 13 mars 1982     | Jasná (Tjeckoslovakien)        | Steve Mahre (USA)           | Hans Enn (Österrike)        | Phil Mahre (USA)            |
| 17 mars 1982     | Bad Kleinkirchheim (Österrike) | Steve Mahre (USA)           | Phil Mahre (USA)            | Pirmin Zurbriggen (Schweiz) |
| 19 mars 1982     | Kranjska Gora (Jugoslavien)    | Phil Mahre (USA)            | Hans Enn (Österrike)        | Marc Girardelli (Luxemburg) |
| 24 mars 1982     | San Sicario (Italien)          | Pirmin Zurbriggen (Schweiz) | Marc Girardelli (Luxemburg) | Phil Mahre (USA)            |

#### Slalom
| Datum            | Ort                                   | Etta                       | Tvåa                       | Trea                                        |
| ---------------- | ------------------------------------- | -------------------------- | -------------------------- | ------------------------------------------- |
| 9 december 1981  | Madonna di Campiglio (Italien)        | Phil Mahre (USA)           | Ingemar Stenmark (Sverige) | Paolo De Chiesa (Italien)                   |
| 14 december 1981 | Cortina d’Ampezzo (Italien)           | Steve Mahre (USA)          | Phil Mahre (USA)           | Ingemar Stenmark (Sverige)                  |
| 12 januari 1982  | Bad Wiessee (Västtyskland)            | Ingemar Stenmark (Sverige) | Franz Gruber (Österrike)   | Phil Mahre (USA)                            |
| 17 januari 1982  | Kitzbühel (Österrike)                 | Ingemar Stenmark (Sverige) | Phil Mahre (USA)           | Paolo De Chiesa (Italien) Steve Mahre (USA) |
| 24 januari 1982  | Wengen (Schweiz)                      | Phil Mahre (USA)           | Ingemar Stenmark (Sverige) | Paul Frommelt (Liechtenstein)               |
| 14 februari 1982 | Garmisch-Partenkirchen (Västtyskland) | Steve Mahre (USA)          | Phil Mahre (USA)           | Paolo De Chiesa (Italien)                   |
| 14 mars 1982     | Jasná (Tjeckoslovakien)               | Phil Mahre (USA)           | Ingemar Stenmark (Sverige) | Steve Mahre (USA) Anton Steiner (Österrike) |
| 20 mars 1982     | Kranjska Gora (Jugoslavien)           | Bojan Križaj (Jugoslavien) | Ingemar Stenmark (Sverige) | Franz Gruber (Österrike)                    |
| 26 mars 1982     | Montgenèvre (Frankrike)               | Phil Mahre (USA)           | Ingemar Stenmark (Sverige) | Joël Gaspoz (Schweiz)                       |

#### Alpin kombination
| Datum               | Ort                                              | Etta                        | Tvåa                           | Trea                       |
| ------------------- | ------------------------------------------------ | --------------------------- | ------------------------------ | -------------------------- |
| 5, 8 december 1981  | Val d’Isère / Aprica (Frankrike/Italien)         | Phil Mahre (USA)            | Andreas Wenzel (Liechtenstein) | Leonhard Stock (Österrike) |
| 9, 16 december 1981 | Val Gardena / Madonna di Campiglio (Italien)     | Phil Mahre (USA)            | Andreas Wenzel (Liechtenstein) | Even Hole (Norge)          |
| 12, 15 januari 1982 | Bad Wiessee / Kitzbühel (Västtyskland/Österrike) | Phil Mahre (USA)            | Andreas Wenzel (Liechtenstein) | Peter Roth (Västtyskland)  |
| 23-24 januari 1982  | Wengen (Schweiz)                                 | Pirmin Zurbriggen (Schweiz) | Ivan Pacák (Tjeckoslovakien)   | Thomas Kementar (Italien)  |
| 13-14 februari 1982 | Garmisch-Partenkirchen (Västtyskland)            | Steve Mahre (USA)           | Michel Vion (Frankrike)        | Peter Lüscher (Schweiz)    |

### Damer

#### Störtlopp
| Datum            | Ort                     | Etta                                    | Tvåa                                    | Trea                        |
| ---------------- | ----------------------- | --------------------------------------- | --------------------------------------- | --------------------------- |
| 18 december 1981 | Saalbach-H. (Österrike) | Marie-Cécile Gros-Gaudenier (Frankrike) | Doris De Agostini (Schweiz)             | Sigrid Wolf (Österrike)     |
| 19 december 1981 | Saalbach-H. (Österrike) | Doris De Agostini (Schweiz)             | Marie-Cécile Gros-Gaudenier (Frankrike) | Irene Epple (Västtyskland)  |
| 13 januari 1982  | Grindelwald (Schweiz)   | Gerry Sorensen (Kanada)                 | Marie-Cécile Gros-Gaudenier (Frankrike) | Elisabeth Chaud (Frankrike) |
| 14 januari 1982  | Grindelwald (Schweiz)   | Gerry Sorensen (Kanada)                 | Irene Epple (Västtyskland)              | Cindy Nelson (USA)          |
| 18 januari 1982  | Bad Gastein (Österrike) | Holly Flanders (USA)                    | Lea Sölkner (Österrike)                 | Sylvia Eder (Österrike)     |
| 19 januari 1982  | Bad Gastein (Österrike) | Sylvia Eder (Österrike)                 | Elisabeth Chaud (Frankrike)             | Holly Flanders (USA)        |
| 13 februari 1982 | Arosa (Schweiz)         | Holly Flanders (USA)                    | Cindy Nelson (USA)                      | Maria Walliser (Schweiz)    |
| 14 februari 1982 | Arosa (Schweiz)         | Doris De Agostini (Schweiz)             | Maria Walliser (Schweiz)                | Gerry Sorensen (Kanada)     |

#### Storslalom
| Datum            | Ort                        | Etta                        | Tvåa                         | Trea                       |
| ---------------- | -------------------------- | --------------------------- | ---------------------------- | -------------------------- |
| 4 december 1981  | Val d’Isère (Frankrike)    | Irene Epple (Västtyskland)  | Erika Hess (Schweiz)         | Tamara McKinney (USA)      |
| 10 december 1981 | Pila (Italien)             | Irene Epple (Västtyskland)  | Hanni Wenzel (Liechtenstein) | Tamara McKinney (USA)      |
| 22 januari 1981  | Chamonix (Frankrike)       | Elisabeth Chaud (Frankrike) | Irene Epple (Västtyskland)   | Erika Hess (Schweiz)       |
| 8 januari 1982   | Pfronten (Västtyskland)    | Irene Epple (Västtyskland)  | Erika Hess (Schweiz)         | Maria Epple (Västtyskland) |
| 9 januari 1982   | Oberstaufen (Västtyskland) | Maria Epple (Västtyskland)  | Christin Cooper (USA)        | Erika Hess (Schweiz)       |
| 27 februari 1982 | Aspen (Kanada)             | Maria Epple (Västtyskland)  | Erika Hess (Schweiz)         | Irene Epple (Västtyskland) |
| 21 mars 1982     | L’Alpe d’Huez (Frankrike)  | Erika Hess (Schweiz)        | Tamara McKinney (USA)        | Christin Cooper (USA)      |
| 25 mars 1982     | San Sicario (Italien)      | Maria Epple (Västtyskland)  | Erika Hess (Schweiz)         | Christin Cooper (USA)      |

#### Slalom
| Datum            | Ort                                 | Etta                           | Tvåa                           | Trea                              |
| ---------------- | ----------------------------------- | ------------------------------ | ------------------------------ | --------------------------------- |
| 12 december 1981 | Piancavallo (Italien)               | Hanni Wenzel (Liechtenstein)   | Erika Hess (Schweiz)           | Ursula Konzett (Liechtenstein)    |
| 13 december 1981 | Piancavallo (Italien)               | Erika Hess (Schweiz)           | Hanni Wenzel (Liechtenstein)   | Maria Rosa Quario (Italien)       |
| 21 december 1981 | Saint-Gervais-les-Bains (Frankrike) | Erika Hess (Schweiz)           | Anni Kronbichler (Österrike)   | Ursula Konzett (Liechtenstein)    |
| 10 januari 1982  | Maribor (Jugoslavien)               | Erika Hess (Schweiz)           | Maria Rosa Quario (Italien)    | Olga Charvátová (Tjeckoslovakien) |
| 20 januari 1982  | Bad Gastein (Österrike)             | Erika Hess (Schweiz)           | Ursula Konzett (Liechtenstein) | Fabienne Serrat (Frankrike)       |
| 22 januari 1982  | Lenggries (Västtyskland)            | Ursula Konzett (Liechtenstein) | Anni Kronbichler (Österrike)   | Erika Hess (Schweiz)              |
| 24 januari 1982  | Berchtesgaden (Västtyskland)        | Christin Cooper (USA)          | Perrine Pelen (Frankrike)      | Ursula Konzett (Liechtenstein)    |
| 7 mars 1982      | Waterville Valley (USA)             | Ursula Konzett (Liechtenstein) | Maria Rosa Quario (Italien)    | Tamara McKinney (USA)             |
| 21 mars 1982     | L’Alpe d’Huez (Frankrike)           | Erika Hess (Schweiz)           | Daniela Zini (Italien)         | Tamara McKinney (USA)             |
| 27 mars 1982     | Montgenèvre (Frankrike)             | Christin Cooper (USA)          | Maria Epple (Västtyskland)     | Dorota Tlałka (Polen)             |

#### Alpin kombination
| Datum                | Ort                                                                  | Etta                       | Tvåa                       | Trea                         |
| -------------------- | -------------------------------------------------------------------- | -------------------------- | -------------------------- | ---------------------------- |
| 13, 18 december 1981 | Piancavallo / Saalbach- Hinterglemm (Italien/Österrike)              | Irene Epple (Västtyskland) | Erika Hess (Schweiz)       | Hanni Wenzel (Liechtenstein) |
| 19, 21 december 1982 | Saalbach-Hinterglemm / Saint-Gervais-les-Bains (Österrike/Frankrike) | Christin Cooper (USA)      | Lea Sölkner (Österrike)    | Irene Epple (Västtyskland)   |
| 8, 14 januari 1982   | Pfronten / Grindelwald (Västtyskland/Schweiz)                        | Irene Epple (Västtyskland) | Erika Hess (Schweiz)       | Cindy Nelson (USA)           |
| 19, 20 januari 1982  | Bad Gastein (Österrike)                                              | Erika Hess (Schweiz)       | Irene Epple (Västtyskland) | Lea Sölkner (Österrike)      |

## Slutplacering damer
| Placering | Namn              | Land          | Total Poäng | Störtlopp | Storslalom | Slalom | Kombination |
| --------- | ----------------- | ------------- | ----------- | --------- | ---------- | ------ | ----------- |
| 1         | Erika Hess        | Schweiz       | 297         | 2         | 105        | 125    | 65          |
| 2         | Irene Epple       | Västtyskland  | 282         | 69        | 120        | 23     | 70          |
| 3         | Christin Cooper   | USA           | 198         | 10        | 68         | 83     | 37          |
| 4         | Maria Epple       | Västtyskland  | 166         | 0         | 110        | 56     | 0           |
| 5         | Cindy Nelson      | USA           | 158         | 61        | 47         | 12     | 38          |
| 6         | Ursula Konzett    | Liechtenstein | 137         | 0         | 37         | 100    | 0           |
|           | Lea Sölkner       | Österrike     | 137         | 64        | 0          | 32     | 41          |
| 8         | Perrine Pelen     | Frankrike     | 125         | 0         | 48         | 67     | 10          |
| 9         | Tamara McKinney   | USA           | 116         | 0         | 74         | 42     | 0           |
| 10        | Maria-Rosa Quario | Italien       | 109         | 0         | 31         | 78     | 0           |

## Slutplacering herrar
| Placering | Namn             | Land          | Total Poäng | Störtlopp | Storslalom | Slalom | Kombination |
| --------- | ---------------- | ------------- | ----------- | --------- | ---------- | ------ | ----------- |
| 1         | Phil Mahre       | USA           | 309         | 9         | 105        | 120    | 75          |
| 2         | Ingemar Stenmark | Sverige       | 211         | 0         | 101        | 110    | 0           |
| 3         | Steve Mahre      | USA           | 183         | 0         | 66         | 92     | 25          |
| 4         | Peter Müller     | Schweiz       | 132         | 115       | 0          | 0      | 17          |
| 5         | Andreas Wenzel   | Liechtenstein | 128         | 0         | 36         | 32     | 60          |
| 6         | Marc Girardelli  | Luxemburg     | 121         | 0         | 77         | 44     | 0           |
| 7         | Joël Gaspoz      | Schweiz       | 119         | 0         | 70         | 49     | 0           |
| 8         | Steve Podborski  | Kanada        | 115         | 115       | 0          | 0      | 0           |
| 9         | Bojan Križaj     | Jugoslavien   | 108         | 0         | 45         | 63     | 0           |
| 10        | Harti Weirather  | Österrike     | 97          | 97        | 0          | 0      | 0           |